# Episodi di Un medico tra gli orsi (sesta stagione)
Questa voce contiene riassunti, dettagli e crediti dei registi e degli sceneggiatori della sesta stagione della serie televisiva Un medico tra gli orsi. Negli Stati Uniti è stata trasmessa per la prima volta il 19 settembre 1994 e si è conclusa il 26 luglio 1995. In Italia è andata in onda per la prima volta su Rai 2 dal 13 ottobre 1995 al 30 agosto 1996. L'episodio "La fine della storia" è andato in onda per primo in quanto prodotto nel corso della quinta stagione. I primi cinque episodi del ciclo sono stati trasmessi al consueto orario delle 17.25 fino al 20 ottobre 1995. La stagione è poi ripresa nel corso dell'estate del 1996 quando, alle ore 10.00, sono stati replicati gli episodi già proposti l'anno precedente ed in coda, al ritmo di due puntate al giorno, sono state trasmesse le inedite rimanenti dall'episodio 7 al 23.
| nº | Titolo originale      | Titolo italiano            | Prima TV USA      | Prima TV Italia |
| -- | --------------------- | -------------------------- | ----------------- | --------------- |
| 1  | Dinner at 7:30        | A Manhattan per caso       | 19 settembre 1994 | 16 ottobre 1995 |
| 2  | Eye of the Beholder   | Occhio al detective        | 26 settembre 1994 | 17 ottobre 1995 |
| 3  | Shofar, So Good       | Capro espiatorio           | 3 ottobre 1994    | 18 ottobre 1995 |
| 4  | The Letter            | La lettera                 | 10 ottobre 1994   | 19 ottobre 1995 |
| 5  | The Robe              | Tentazioni                 | 17 ottobre 1994   | 20 ottobre 1995 |
| 6  | Zarya                 | La fine della storia       | 31 ottobre 1994   | 13 ottobre 1995 |
| 7  | Full Upright Position | Gli opposti si attraggono  | 7 novembre 1994   | 21 agosto 1996  |
| 8  | Up River              | Amori esplosivi            | 14 novembre 1994  | 22 agosto 1996  |
| 9  | Sons of the Tundra    | Figli della tundra         | 28 novembre 1994  | 22 agosto 1996  |
| 10 | Realpolitik           | Controcorrente             | 12 dicembre 1994  | 23 agosto 1996  |
| 11 | The Great Mushroom    | Il grande fungo            | 4 gennaio 1995    | 23 agosto 1996  |
| 12 | Mi Casa, Su Casa      | La casa                    | 11 gennaio 1995   | 24 agosto 1996  |
| 13 | Horns                 | Sorso d'acqua              | 18 gennaio 1995   | 24 agosto 1996  |
| 14 | The Mommy's Curse     | Relazioni pericolose       | 1º febbraio 1995  | 26 agosto 1996  |
| 15 | The Quest'            | Sognando il futuro         | 8 febbraio 1995   | 26 agosto 1996  |
| 16 | Lucky People          | Il giorno delle fondatrici | 15 febbraio 1995  | 27 agosto 1996  |
| 17 | The Graduate          | Il laureato                | 8 marzo 1995      | 27 agosto 1996  |
| 18 | Little Italy          | Little Italy               | 15 marzo 1995     | 28 agosto 1996  |
| 19 | Balls                 | Strike                     | 6 aprile 1995     | 28 agosto 1996  |
| 20 | Bus Stop              | Fermata d'autobus          | 24 aprile 1995    | 29 agosto 1996  |
| 21 | Ursa Minor            | La madre                   | 12 luglio 1995    | 29 agosto 1996  |
| 22 | Let's Dance           | Permette questo ballo?     | 19 luglio 1995    | 30 agosto 1996  |
| 23 | Tranquility Base      | La stagione degli amori    | 26 luglio 1995    | 30 agosto 1996  |

## A Manhattan per caso
- Scritto da Diane Frolov e Andrew Schneider
- Diretto da Michael Fresco

Joel è a casa di Ed Chigliak. Beve da un cartone di succo d'arancia, ma Ed gli spiega che non è aranciata ma una sua pozione, fatta su ricetta di Leonard. In effetti era amara.
Joel apre poi la porta del bagno di Ed e si ritrova catapultato a New York, in una realtà parallela. Scopre infatti di essere sposato con Shelly e di avere due bambini, Maggie è la loro babysitter, Maurice è il portinaio del residence in cui abitano, Eugene è l'addetto all'ascensore, Holling è un musicista famoso e agorafobico, Ruth-Anne un'importante e potente dottoressa internista prossima alla pensione, Walt lavora naturalmente in borsa, Chris Stevens è un fotografo con poca dimestichezza con le parole e succube di suo fratello Bernard Stevens, infine, Ed, è il più importante uomo d'affari del gruppo, autorevole, freddo e influente.
Joel, se inizialmente sconcertato, entra quasi subito nella parte, come se conoscesse a fondo questo mondo surreale, tant'è che si mette a discutere con Shelly su fatti successi qualche ora prima. Si tratta di un giorno importante, poiché per la sera Joel e Shelly hanno organizzato un party dove sono invitati i succitati. In particolare Joel deve essere al meglio perché Ruth-Anne potrebbe chiedergli di entrare nel suo staff medico.
Durante il party tutti i personaggi capiscono di essere sì all'apice della loro carriera, ma di ritrovarsi ancora infelici, nonostante tutto. Chris tenta addirittura di suicidarsi, buttandosi dal balcone di casa Fleischman, ma Maggie riesce a fargli cambiare idea. L'impassibile e crudele mister Chigliak, uomo d'affari, davanti al furetto di casa Fleischman, si ritrova disorientato, sconcertato. Il portinaio Maurice scopre di aver perso tutto, poiché i titoli in cui aveva investito, su consiglio di un noncurante mister Chigliak, erano crollati. Sale al party con una pistola, intenzionato a sparare al responsabile di questa disgrazia, ma, davanti a tutti, non ce la fa. Ed comunque, impietosito, gli firma un assegno per 30.000$.
Joel litiga di nuovo con Shelly, questa volta sul fatto che i bambini vengono educati in senso cristiano cattolico e non vengono invece lasciati liberi di farsi la loro idea. Shelly quindi si rifugia in camera sua. Dopo aver confessato a Holling di voler aprire un ristorante, prende la decisione di chiedere il divorzio a Joel. Anche Maggie vuole lasciare casa Fleischman e il suo lavoro. A quel punto Ruth-Anne comunica a Joel che lei si ritirerà dal mondo accademico e arriva al momento fatidico: gli propone di entrare nella sua équipe. Joel rifiuta, perché, dice, preferisce "praticare la medicina in qualche villaggio rurale, piuttosto che passare un altro minuto qui!"

### Guest stars
- Jodie, la figlia maggiore dei Fleischman - Keala Hopps
- Evan, il figlio minore - Daniel C. Swanson
- Mr. Warburg, altro residente - David Wasman
- Hayden fa il giornalaio cieco - James L. Dunn
- Maestro di sala - Bob Morrisey
- Louis Rukeyser nella parte di sé stesso

### Colonna sonora
- This Must Be the Place (Naive Melody) - Talking Heads
- Ridin' High - Benny Goodman

## Occhio al detective
- Scritto da Robin Green e Mitchell Burgess
- Diretto da Jim Charleston

Ed inizia la sua carriera di agente investigativo privato (un timido accenno fu già in 2.4), assieme all'amico Reynaldo Pinetree (Ronald G. Joseph), conosciuto in 5.23.
Hayden Keyes (James L. Dunn) ha subito un infortunio in casa di Lester Haynes, per un rastrello in giardino messo male, e ha chiesto i danni, poiché si è fatto male alla colonna dorsale. Tutti sanno che Hayden è un bugiardo, però naturalmente occorre una prova. Lester così ingaggia i nostri. Ed viene colpito dalla bellezza di sua figlia Heather Haynes (Charmaine Craig, ma in 5.20 venne interpretata da Chenoa Egawa), e infatti una sera escono insieme. Ed però scopre non solo che Hayden in casa sua si muove tranquillamente (anzi, l'ha visto perfino ballare), ma anche che Heater aveva realmente messo male il rastrello in giardino, cosa che lei aveva sempre negato. Deluso da tutti e due, fa saltare le indagini: infatti parla francamente a Hayden e lo convince a terminare la farsa, prospettandogli la vita del carcere, mentre a Cicely ha tutti gli amici che vuole. Reynold, pur capendo la bontà delle azioni di Ed, gli spiega che non è buono per questo tipo di lavoro, dove occorre definire le cose come bianche o nere.
Si viene a conoscenza che Hayden è in rapporti intimi con tale Marsha, che apparirà in 6.13, diversa dall'omonima signora con cagnolino di 5.23, il cui marito è presentato in 2.3.
Tutta Cicely è scalpitante per i lavori di espansione della libreria cittadina. Per sovvenzionarli si organizza un'asta, dove ognuno contribuisce portando un qualche oggetto da vendere. Maggie in particolare si vuole disfare di un salvadanaio meccanico, regalo di sua nonna, che reputa carino, ma inutile. Già quando lo porta da Ruth-Anne, la responsabile dell'asta, si accorge di star facendo qualcosa di sbagliato, non conoscendo il vero valore economico dell'oggetto. Ruth-Anne infatti riconosce nel manufatto un'opera d'arte, nel suo piccolo. Durante l'asta Maggie punta 50$, ma il battitore si rifiuta, volendo partire da 100. L'asta si fa incandescente e l'ultimo prezzo battuto, a favore di Chris, è di 500$. Maggie rimane allibita. Tenta di riottenere il cimelio da Chris, e scopre, in quest'occasione, che l'amico è un appassionato di salvadanai meccanici, che ne ha una collezione, e che esiste tutta una letteratura concernente questi oggetti. Maggie lo vuole assolutamente indietro, ma Chris è inamovibile. Fino a quando non gli offre 1.000$, che accetta.
Maurice scopre nella sua cantina che tutta una cassa di Pomerol del 1973 è andata a male. La porta all'asta, ma l'acquista proprio il suo caro amico Holling. Al compleanno di Miranda Hooling apre proprio una bottiglia di questo vino e tutti lo gustano con piacere. Maurice, se prima poteva sentirsi in imbarazzo, ora rimane amareggiato dal fatto che nessuno abbia un palato fine come il suo. Walt però se ne accorge, e, dopo la festa, esprime a Maurice tutto il suo sdegno. Per scusarsi con l'ignaro Holling, Maurice gli regala delle vere bottiglie di buon vino.
Shelly all'asta acquista una casa per bambole del 1892, della quale tra l'altro sogna.

### Guest stars
- Owen - George Barril
- Henri Pepin - Philippe Bergeron
- Battitore dell'asta - Dennis Cockrum
- Mr. Leary - Rick Turner
- Mrs. Whirlwind, la mamma di Marilyn - Armenia Miles

## Capro espiatorio
- Scritto da Jeff Melvoin
- Diretto da Jim Hayman

Hayden si addormenta con la sigaretta accesa sul letto. Perde la casa, bruciata da un incendio. Eugene organizza dei turni di lavoro per aiutarlo a ricostruirla e Joel si rifiuta di parteciparvi, per puro sdegno.
Marilyn decide di andare a una riunione di famiglia di tre giorni, nonostante allo studio ci sia molto da lavorare per un'epidemia di febbre. Joel, dopo un battibecco, arriva a licenziarla. Maggie è furibonda.
Joel si prepara per lo Yom Kippur in maniera poco religiosa: sostanzialmente si abbuffa per accumulare calorie per il digiuno che l'aspetta per tutto il giorno seguente. La notte arriva in sogno Rabbi Schulman (Jerry Adler) in una versione ebraica del Canto di Natale di Charles Dickens: egli infatti rappresenta, in tre momenti diversi, lo Spirito dello Yom Kippur, rispettivamente, Passato, Attuale e Futuro. A Joel viene quindi reso palese il giudizio di Dio sul suo atteggiamento con i ciceliani, e cosa gli si potrebbe prospettare se non si ravvedesse.
Maurice organizza una caccia alla volpe a Cicely con un vero esemplare inglese importato all'uopo. Il tutto per far contenta una bella aristocratica inglese, Lady Ann Reynolds (Jill Gascoine), verso la quale Maurice sperimenta una per lui mai provata sensazione di inferiorità: lui ricco lo è diventato, lei appartiene a una famiglia nobile, ricca da sempre. Maurice non capisce che la dolce signora non ha attraversato il mondo per una caccia alla volpe, ma per avere un incontro di stampo più intimo con l'astronauta.
Ruth-Anne prende le difese della volpe e impedisce che venga utilizzata per la caccia.
Holling ha pagato il biglietto di viaggio verso Cicely alla sua prima figlia Jackie (conosciuta in 4.7), affinché conosca Miranda. L'attende felice e speranzoso all'aeroporto di Cicely, ma lei non si presenta. Holling cade in una profonda depressione. Capisce, osservando il suo rapporto con Randi, che Jackie non ha potuto ricevere l'amore di un padre, né tanto affettuoso lui si è presentato l'ultima e unica volta che si sono incontrati, e se ne dispiace sentitamente.
Ed, in qualità di sciamano, ha trovato la soluzione sia per Maurice che per Holling: lui stesso impersonificherà la volpe per il primo, e il figlio da trovare e perdonare per il secondo. Holling non comprende dapprima, ma esperendo questa strana caccia alla volpe, trova la forza di perdonarsi, e ringrazia Ed.

### Guest stars
- Helen Le Fleur, a casa di Maurice con Lady Ann - Lori Larsen
- Guy Le Fleur - Bob Morrisey
- Amy, la pilota che avrebbe dovuto portare Jackie - Michelle Thrush

### Citazioni
- Canto di Natale

## La lettera
- Scritto da Meredith Stiehm
- Diretto da Jim Charleston

Maggie riceve da suo padre una lettera che lei scrisse all'età di quindici anni indirizzata alla se stessa più che trentenne. Leggendola scopre che forse non ha raggiunto tutti gli obiettivi che si era posta da giovane, e inizialmente ciò le causa una leggera inquietudine. Il dubbio si materializza con l'apparizione del suo alter ego quindicenne (Tara Suskoff), naturalmente stizzita nello scoprire che a trent'anni si ritrova a vivere in una baracca in Alaska, dopo aver abbandonato gli studi di legge per fare il pilota di aereo taxi. E soprattutto è invaghita di Chris mentre respinge Joel. Maggie comunque riflette che anche se le scelte della vita portano a cambiare idee, concetti, scopi, lei è sempre la stessa, ed è contenta.

Decide comunque di fare qualcosa di nuovo, e si propone come nuovo sindaco di Cicely.
Un nuovo barbiere si installa a Cicely. Earl (Jerry Morris), il precedente, che non si vede da 3.13, è a Tampa, Florida. Questo attuale, Angelo Maxwell (Bill Cobbs), è un artista, che sa il fatto suo e che ha vissuto eventi importanti, come il periodo dei gangster, quando i barbieri rischiavano la vita poiché erano confessori, spie e testimoni; o il sessantotto, quando i cappelloni hippies causarono ingenti danni economici a tutta la categoria. Prende il suo lavoro molto sul serio e ha anche conoscenze che esulano dal suo ambito. Per esempio, lavando la testa di Joel, trova una piccola protuberanza, dal dottore misconosciuta, che subito diagnostica come una cisti meningea.

Joel si dirige ad Anchorage a farla escindere per poter fare una biopsia. Inizialmente, guardandola sul vetrino, il giovane dottor Rudy Rojas (Curnal Aulisio) ipotizza francamente una natura maligna. Per Joel è un colpo. Appena arriva a Cicely prende la moto di Chris e viaggia senza il casco a 90 all'ora per kilometri. Prende anche una multa e successivamente cade, facendosi male al gomito, ma rimane comunque vivo. Al suo ritorno trova nello studio l'esito della biopsia, che è negativo.
Chris non sta simpatico ad Angelo. Il fatto è che si presenta proprio come quegli hippies che tanto hanno nuocioto al suo lavoro. Dopo numerosi tentativi di avvicinamento al nuovo venuto, Chris capisce che l'unica cosa da fare è farsi da lui tagliare i capelli.
Shelly riceve una catena di sant'Antonio e la getta nel cestino. Però si accorge che numerose cose vanno storte. Angosciata, va nella discarica per trovare la lettera, copiarla e spedirla a cinque amici, per essere guardata con benevolenza dalla dea Fortuna. E in effetti le cose tornano per il verso giusto, sennonché scopre che le lettere da lei spedite si trovano ancora nel negozio di Ruth-Anne, poiché non aveva messo il valore di francobolli adeguato. Walt le fa capire che il destino di ciascuno è nelle proprie mani.

### Guest stars
- Agente - Rock Reiser

### Colonna sonora
- Buck's Nouvelle Jole Blon - Buckwheat Zydeco & Ils Sont Partis Band
- Dancing Queen - Abba
- Take a Chance on Me - Abba
- Pipeline - The Chantays
- The Tide is High - Blondie

## Tentazioni
- Scritto da Sam Egan
- Diretto da Lorraine Ferrara

Chris compra un pupazzo da ventriloquo e si diletta in radio a duettare con Esau, questo nuovo amico. Sembra però che gli abitanti di Cicely preferiscano Esau a Chris, anche nella vita privata.
La Johns Hopkins School of Medicine decide di inserire Cicely in uno studio prospettico randomizzato a doppio cieco. Joel deve distribuire due tipi di farmaci a due gruppi distinti, e raccogliere i dati clinici. Il problema è che Ed, prima ancora che parta lo studio, fa cadere i barattoli con i due tipi di pillole, ovviamente all'occhio completamente uguali. Tenta di rimettere tutto a posto, ma alla fine confessa la disgrazia a Joel.
Maurice, nel breve lasso di tempo nel quale lo studio è stato portato avanti, fa di tutto per conoscere la reale natura del principio attivo, poiché dalla sua assunzione si sente più vigoroso. Assolda addirittura anche Hayden per intrufolarsi nel laboratorio medico.
Roger Brewster (Charles Martin Smith), un venditore di jacuzzi (in realtà dell'InstaSpa), arriva in Cicely a scopo dimostrartivo, su invito di Maggie che ne ha acquistata una. Mister Brewster è in realtà nientemeno che Satana. Durante il soggiorno a Cicely rimane affascinato dalla purezza di spirito di Shelly, e vuole riuscire a portarla in tentazione. Niente di sessuale, afferma: se Dio è nei dettagli, è naturale che anche Satana si trovi lì. Chiede a Shelly, infatti, di buttar via una vestaglia di Holling a cui lui tiene tantissimo, ma che per Shelly ha come unico destino la discarica. Se Shelly riesce a disfarsi di questo cimelio, i suoi sogni (far del The Brick un casinò) si avvereranno. Shelly accetta, ma all'ultimo rinuncia, e Brewster-Satana se ne va, sconsolato.

### Guest stars
- Chad Slavin - Devin McWhirter
- Tom Slavin - Jason McWhirter
- Jack Strohmeyer - Glenn Mazen
- Ciclista - A. Michael Lerner

### Colonna sonora
- Flight of the Valkries
- Syncopated Clock

## La fine della storia
- Scritto da Diane Frolov e Andrew Schneider
- Diretto da Jim Charleston

Cicely di inizio Novecento, circa dieci anni dopo la sua fondazione.
La principessa Anastasia, l'unica sopravvissuta all'eccidio di Ekaterinburg, si rifugia proprio a Cicely. Ma lì viene raggiunta da Lenin, poiché in patria la situazione è difficile, e Lenin pensa che un accordo con l'ultima Romanov, ancora amata dal popolo, possa migliorare la situazione. Ma gli accordi saltano a causa di un incontro faceto tra la principessa ed Emery Whirlwind Tuhnuk, il nonno di Marilyn.

### Guest stars
- Anastasia Romanoff - Tushka Bergen
- Vladimir Ilyich Lenin - Christopher Neame
- Feliks Dzerzhinsky - Michael Des Barres
- Portavoce della principessa - Ian Abercrombie
- Capitano delle guardie reali - Sergi Mihailov
- Ufficiale sovietico - Andrew Hammoude

## Gli opposti si attraggono
- Scritto da Robin Green e Mitchell Burgess
- Diretto da Oz Scott

Joel deve recarsi per lavoro a San Pietroburgo, in Russia, e invita Maggie con lui, dato che nel pacchetto è consentito un posto per un parente. Naturalmente l'aereo che li deve portare non funziona. Fermi quasi un giorno all'aeroporto, chiuso dentro il velivolo, i due passano momenti altalenanti di bisticci e di tenerezze, fino a quando Joel non chiede a Maggie se vuole sposarlo. La risposta è affermativa e, proprio quando l'aereo finalmente si appresta a partire, perso ormai il convegno russo, i nostri fuggono dall'aereo per tornare a Cicely e avviare questa nuova avventura. Scelgono, comunque, di iniziare con un periodo di convivenza.
Maurice ogni tanto pensa al futuro del suo impero finanziario, sorretto dalla Minnifield Inc. Attualmente pensa di non poter lasciare tutto a suo figlio Duk Won, e così sceglie un giovane e lontano cugino, Maurice Dutton (Trevor Bullock), da addestrare come suo successore. Se inizialmente appare svelto e intelligente, Maurice jr deluderà ampiamente Maurice sr.
Chris è ora affascinato dall'elettricità, e vuole creare un'opera d'arte su questo tema. Durante la consueta crisi dell'artista, Ed lo aiuta citando il film L'uomo dei sogni. Chris infatti non riesce a fare una scultura sull'elettricità perché vuole entrarci, ma non sa come. "Costruisci il campo, il resto verrà da sé", gli consiglia Ed. Chris si ricorda che l'elettricità non è che un aspetto della radiazione elettromagnetica, che coesiste sempre un campo magnetico. Sfruttando questa prospettiva costruisce un'opera interattiva.

### Guest stars
- Vasili Kuznetsov, il militare sull'aereo, a fianco a Joel - Slav Tryan
- Hostess dell'aereo - Yelena Danova
- Pilota - Igor Paramonov

### Colonna sonora
- Joey - Concrete Blonde
- Frankenstein - Edgar Winter Group

## Amori esplosivi
- Scritto da Diane Frolov e Andrew Schneider
- Diretto da Michael Fresco

Walt va a caccia per qualche giorno, e Ruth-Anne scopre di essersi irrimediabilmente innamorata di lui.
Joel e Maggie vanno a vivere insieme, come promesso alla fine dell'ultimo episodio. Ma se il solo convivere in uno stesso paese era per loro difficile, farlo in un'unica casa è peggio. Inoltre Maggie ha un vizio particolare: mentre copula si eccita particolarmente sentendo colpi di arma da fuoco. Si adopera per far sparare il suo fucile, carico, durante gli amplessi e tenta di nascondere la responsabilità di tali eventi a Joel. Addirittura dà a lui la colpa delle interruzioni, arrivando anche a insinuare una sua poca virilità o fantasia sessuale. Ma quando Joel scopre tutta la messinscena, monta su tutte le furie. Maggie allora lo sbatte fuori casa. Il medico è atterrito, ma grazie a questo evento inizia la sua catarsi.
Chris, decide di sfruttare i soldi dell'eredità per mettere a posto la sua roulotte e creare un ampio e comodo patio. Un errore del tecnico Willy (Gary Basaraba), brucia l'entusiasmo del nostro: l'abitacolo si inonda d'acqua e rovina ogni cosa. Chris capisce però che la casa è solo uno stato d'animo: a volte occorre buttar giù tutto per ricostruire meglio, e più solido. Queste speculazioni danno un po' di sollievo all'ormai sempre più depresso Joel.
Durante una visita medica a un villaggio di nativi americani sperduto lungo un fiume, Joel rimane affascinato dalla mancanza completa di comodità quali elettricità e acqua corrente. Lontano dall'amata New York, abbandonato per due volte dalle donne della sua vita e tradito innumerevolmente dal Fato maligno, Joel decide di non tornare più indietro da questo villaggio. Lascia quindi Cicely per settimane; Maurice, responsabile del servizio medico, è inviperito, e manda Ed a cercare il fedifrago. Ed risale il fiume con una barca a remi e, trovato il villaggio, scopre un altro Joel: caccia marmotte, scuoia orsi, essicca salmoni, vive in una baracca, beve tè di spinacio selvatico, parla tlingit. Il medico gli spiega il perché di questo viraggio e di come solo ora si trova in pace con sé stesso.

### Colonna sonora
- The Tellakutans - David Schwartz
- Theme from A Summer Place - Percy Faith
- Dobro tune from Sally van Meter
- Falling in Love Again - Marlene Dietrich

## Figli della tundra
(Chris citando Groucho Marx)
- Scritto da Jeff Melvoin
- Diretto da Michael Vittes

Holling, se anni addietro rifiutò la proposta di Maurice di entrare nei Figli della Tundra, un circolo di ricconi, ora preme dalla voglia di farne parte, prospettandosi così numerosi affari lucrosi. Lester, il miliardario nativo, socio esaminatore, boccia l'affiliazione perché il bis-bis-bisnonno di Holling era ugonotto.

Del club fanno parte anche Walt e Le Fleur.
Maurice fa approdare a Cicely un nuovo medico, il dottor Phillip Capra (Paul Provenza). Questi, con sua moglie Michelle Schowdoski (Teri Polo) sta scappando dalle insidie di una grande città, Los Angeles, e Cicely appare loro, nonostante iniziali tentennamenti, quello che cercavano da tempo. Phil firmerà il contratto con Maurice per due anni.
Ed mangia un pesce magico, che gli dona il potere, temporaneo, di vedere il futuro.
Joel appare in casa di un esterrefatto Holling per chiedergli in dono un buon coltello per la scuoiatura.

### Guest stars
- Senatore Monkton - John Maxwell
- Gil Le Fleur - Bob Morrisey (apparso, non sempre come Le Fleur, anche in 5.2, 5.24, 6.1, 6.3 e 6.10)
- Earl - Robert Nicholson

### Colonna sonora
- Going Up the Country - Canned Heat
- Proud Mary - John Fogerty
- Ain't That Love - Ray Charles

### Citazioni
- Hudson Hawk - Il mago del furto

## Controcorrente
- Scritto da Sam Egan
- Diretto da Victor Lobl

Maggie viene eletta sindaco di Cicely, risultando vincente contro Walt Kupfer, che comunque si complimenta affettuosamente con lei di fronte a tutti. Subito appare chiaro come Ruth-Anne abbia posizioni divergenti rispetto al neosindaco. Del consiglio cittadino fanno parte Ruth-Anne, appunto, Holling, Chris ed Eugene. Durante la prima seduta del consiglio Chris si accorge che è irrimediabilmente attratto da Maggie, ma solo in quanto donna di potere. Tenta addirittura di appartarsi con lei, ma la donna rifiuta energicamente. La condizione alterata di Chris è tale che alla prima votazione seria, si mette dalla parte di Maggie, nonostante fosse già chiara a tutti la sua posizione contro. Maggie, resasi conto dell'innaturalità del voto di Chris, lo prega di "non votare col pene". L'uomo, sentendosi comunque ferito, dopo aver dichiarato il suo voto, negativo, quello che tutti si aspettavano, si dimette dal consiglio.
Michelle Schowdoski, la giornalista moglie del nuovo dottore, aveva proposto a Maggie l'installazione di una discarica di rifiuti. Poiché apparentemente, a causa dell'infatuazione di Chris, il progetto sembrava potesse andare avanti, in un momento di esaltazione Michelle ragiona su come il suo legame col sindaco Maggie possa essere pericoloso, incompatibile con la sua figura di giornalista neutrale. La mozione comunque, come detto sopra, non passerà, e Michelle si ridimensiona.
Il dottor Phil viene invitato da Joel a giocare a golf in un campo vicino a Manonash, il villaggio dove ora vive. Joel si presenta un po' come un santone, esperto anche di medicina alternativa. Vuole sapere a chi ha lasciato i suoi pazienti e, dopo aver abbandonato Phil in piena notte in mezzo al bosco, dichiara di esser soddisfatto: Phil è non solo preparato in senso medico, ma ha dimostrato di saper guardare oltre, e di usare assieme alla mente anche il cuore.
Marilyn, che ama i gatti e odia i cani, compra da Le Fleur un Siberian Husky tipo monadnock a 5.000U$D solo a scopo di investimento, ma si rileva un fallimento.

### Guest stars
- Phil Capra - Paul Provenza
- Michelle Capra - Teri Polo
- Walt - Moultrie Patten
- Gil Lefleur - Bob Morrisey
- Eugene - Earl Quewezance
- Dale - Sam Bob
- Doris - Peggy O'Connell (anche in 5.7, 5.11 e 6.1)
- Hayden Keyes - James L. Dunn
- Paziente - Robert Nicholson (anche in 3.19, 6.9 e 6.13)

### Colonna sonora
- I'll Be Around - Tony Bennett (thanks Karen!)

### Citazioni
- Mr. Smith va a Washington

## Il grande fungo
- Scritto da Diane Frolov e Andrew Schneider
- Diretto da Jim Hayman

Maggie è ossessionata dal fatto che Joel possa morire, e per il fatto di essere uno dei suoi ragazzi (i quali son tutti morti, tranne Mike Monroe, andato per lavoro in Groenlandia), e per il fatto di essere un newyorkese, inesperto sul come si possa vivere nella selvaggia Alaska. Si fa portare quindi a Manonash, dove incontra un altro Joel, che va a caccia e che pesca con un bastone. Ma soprattutto un Joel in pace con sé stesso e col mondo.
I Capra invitano qualche persona a casa loro per un buffet di benvenuto. Purtroppo, col passaparola, la casa si riempie di numerosi ciceliani, anche sconosciuti alla coppia. Dopo aver svuotato la dispensa ed essersi divertiti fino alle due di notte, se ne tornano contenti tutti alle proprie case, tranne i Thompsons, poiché la strada per andare da loro è chiusa dalla neve. Marilyn, quindi, con la naturalezza che le è propria, annuncia ai Capra che dovranno ospitare questi due cari vecchietti. Ma la neve al passo non si scioglie e la coabitazione dura più giorni, diventando anche piacevole e proficua.
Si scopre che Ed ha sviluppato, recentemente, una paura tremenda dei computer. Alla fine, scoprendo il web e la sua utilità, si converte.

### Guest stars
- Elli Thompson - Molly McClure
- Warren Thompson - George Randall
- Paziente - Gary Taylor (anche in 1.2, 2.5, 3.5, 3.17, 4.3 e 5.20)

### Colonna sonora
- Gimmee Three Steps - Lynrd Skynrd
- Caminando por la Calle - the Gipsy Kings

## La casa
(Due Orologi)
- Scritto da Robin Green e Mitchell Burgess
- Diretto da Dan Attias

Marilyn arriva a Manonash. Joel è molto contento e la ringrazia di esser venuto a salutarlo. Ma l'infermiera indiana, con la sua solita fermezza, tra superiorità e sfacciataggine, afferma di non esser venuta affatto per lui, ma per la festa potlatch di Joey, un ragazzo del villaggio, la cui madre era amica della madre di Marilyn.

Joel ci rimane male, ma accoglie comunque affettuosamente l'amica la quale, però, pare non volersi per nulla accorgere dei profondi cambiamenti avvenuti in Joel, ritenendolo sempre uguale a sé stesso, anche nel profondo dell'Alaska. Il medico, se dapprima non se ne risente, tira fuori il vecchio Joel allorquando, tempo dopo, viene da lei canzonato con un superficiale sorrisetto di scherno. L'evento fa ricredere davvero Joel, che pensa di non aver fatto alcun passo in avanti. Ma Marlyn si accorge di aver sbagliato quando osserva un'opera intagliata a mano e cesellata dal medico stesso: un lavoro che necessita notevole pazienza, cosa che il Joel newyorkese non aveva.
Maurice deve andare in Arkansas a caccia e lascia la conduzione della sua magione a Ed. Il giovane non perde tempo a immedesimarsi nel personaggio del ricco padrone di casa: veste come Maurice, invita gli amici, organizza una cena elegante, versando costosi vini a tutti. Naturalmente il padrone legittimo torna prima del dovuto e coglie Ed sul fatto. Lo licenzia all'istante, ma all'istante lo riassume, affermando che avrebbe detratto dalla sua paga tutto il necessario per ripagare quei pochi giorni di scialo.

Ed si accorge di non esser stato veramente lui ad agire in quel modo, ma di esser stato manovrato dalla casa stessa: così come ognuno si sceglie la casa a propria misura, così una casa ha potuto modellare la personalità di Ed.
Durante questo cambio di personalità Ed prende in giro di fronte a tutti, proprio come avrebbe fatto Maurice, l'amico Chris che, piuttosto che fare un lavoro per il dottor Capra, aveva passato il tempo a bere birra e guardare la televisione in casa di Maurice. Nonostante il brutto colpo e l'imbarazzo, Chris si rimette al lavoro, perdona Ed e addirittura lo ringrazia.
Holling e Shelly cercano una nuova casa dove vivere, aiutati da Maggie nella sua veste di intermediario immobiliare. Ma Holling, trovando un difetto in ogni casa visitata, scopre che in realtà vuole rimanere dove si trova, a vivere nel suo bar. Giustifica il fatto col suo passato di trapper, e con l'essere, grazie al The Brick, sempre al centro del loro mondo. Shelly è inizialmente infuriata, ma, parlando con Ed dell'evento appena occorsogli, capisce che anche a lei piace vivere così, mentre una casa staccata, lontana, dal loro locale le farebbe conoscere la solitudine.

### Guest stars
- Abitante di Manonash, che non parla l'inglese - Alvin A. Casimir Jr.
- Joey - Pajuta Conway-Hourie
- Estelle - Teresa Steinley
- Due Orologi - Sam Vlahos
- Phil Capra - Paul Provenza
- Michelle Capra - Teri Polo
- Owen - George Barril
- Barbara Semanski - Diane Delano
- Hayden Keyes - James L. Dunn

### Citazioni
- Shining

## Sorso d'acqua
- Scritto da Jeff Melvoin
- Diretto da Mike Fresco

Joel scopre di aver protratto di un anno il suo soggiorno forzato a Cicely, ben oltre il termine di contratto, che cadeva il 17 settembre 1994. L'errore è dovuto all'apparato burocratico dello Stato dell'Alaska, che per farsi perdonare versa a un esterrefatto Joel un premio di 1.200 dollari.
Joel però, nella sua novella veste di trapper, non sente più il bisogno irrefrenabile di scappare nella sua amata New York: incassa l'assegno, visita Cicely per un po', e torna a Manonash.
A Cicely viene scoperta una sorgente d'acqua potabile di comprovata antichità[1], soprannominata "l'acqua dei dinosauri" e Maurice ne approfitta per avviare una nuova impresa, felice di rimarcare l'ennesimo evento che fa della ricca e vergine Riviera Nord una potenziale meta di turismo.
Un ingegnere francese, Bertrand Montpelier, già attivo alla sorgente Perrier, è chiamato per effettuare tutti i test necessari a convalidare la potabilità dell'acqua. Sebbene risultino tutti positivi, Bertrand non è pienamente convinto, ma non lo dà a vedere. Se ne accorge invece il dottor Phil Capra, che ha osservato negli abitanti di Cicely un cambiamento del comportamento e dei costumi sessuali, proprio da quando si è iniziato a bere l'acqua appena scoperta.
Maurice non vuole sentir scuse: i test sono positivi, e l'"acqua dei dinosauri è pura e perfetta. Si accorge della realtà dei fatti quando Barbara, tornata a Cicely per ricercare Cal, il violinista fuggiasco, nonostante avesse precedentemente rotto di netto con Maurice (5.24) non vuole altro che copulare con lui, dovunque e in qualunque momento.
Anche Michelle "violenta" Phil; Maggie ci prova con Joel, il quale però si trova ora in un altro pianeta, cosa che costringe Maggie ad abbordare maschi per strada; Marsha arriva a causare un'infiammazione sciatica a Hayden; Eugene invece ha un problema serio al pene; e così via: tutte le donne del paese risultano essere aggressive da quando bevono l'"acqua dei dinosauri". Phil ipotizza, ironico, che forse i dinosauri si siano estinti proprio a causa di quest'acqua. Ma la situazione è seria, e Maurice decide di bloccare l'industria.
Barbara, tornata lucida, fa capire che l'ipotesi di riallacciare rapporti con Maurice può non essere peregrina.
Durante questi accadimenti, Cal si trova appunto in paese. Ha tentato più volte di tornare a casa, ma la taglia che su di lui pende e la presenza in Cicely dell'amore della sua vita, il più che bisecolare violino Guarneri del Gesù (5.13), lo costringono a vagare nei boschi. Qualche volta lo si sente suonare, di lontano, di notte, sopra il tetto di qualche casa. Questa volta capita sul tetto di Ed, e da qui cade, facendosi molto male a un polso. Coinvolge quindi, nella sua vita da ricercato, anche Phil. Durante una discussione, Cal si accorge di essere depresso, non più a causa dell'infatuazione verso il Guarneri, ma perché non ne può più di suonare per daini e marmotte: un musicista, senza pubblico, non crea niente, nessuna opera d'arte, fa solo rumore. Ed, colpito, organizza per lui un concerto galeotto, al quale tutta Cicely partecipa, tranne, ovviamente, Barbara.

### Guest stars
- Bertrand Montpelier - Gerard Ismael
- Pete Gilliam, il burocrate dello Stato dell'Alaska - Robert Nadir (anche in 1.1 e 4.11)
- Sonny - Robert Nicholson (anche in 3.19, 6.9 e 6.10)
- Marsha, la ragazza di Hayden - Julie Sole
- Cal Ingram - Simon Templeman

### Colonna sonora
- The Weight
- Bach's Partita No.3 in E-major

### Citazioni
- Yojimbo
- Humoresque
- Il violinista sul tetto

## Relazioni pericolose
(Robert William Service)
- Scritto da Robin Green e Mitchell Burgess
- Diretto da Michael Lange

Jane Stowe O'Connell, la mamma di Maggie, si trova in Cicely col suo nuovo compagno LeLand Cole (Linden Chiles). Sappiamo che aveva divorziato dal padre durante 3.14, ma solo ora Maggie viene a conoscenza del fatto che anche sua madre condivide il suo destino: tutti i suoi uomini sono morti accidentalmente per fatali e bizzarri incidenti. E infatti il simpatico LeLand muore inaspettatamente mentre gioca a biliardo con Hayden (James Louis Dunn). Maggie è stravolta: ha tentato per tutta la vita di non somigliare a sua madre, fino a nascondersi in Alaska e guidare un aerotaxi, ma scopre solo ora che hanno essenzialmente la stessa natura.
Walt viene invitato da Ruth-Anne a lasciare la sua attività di trapper e lavorare con lei in negozio, ma i due hanno concezioni differenti di marketing: litigano, sebbene capiscono che la cosa non debba e non possa andare al di là della sfera lavorativa.
Holling e Phil scoprono di condividere interessi comuni e iniziano a lavorare insieme a un hobby di Holling, costruire una barca. Il suo vecchio amico Maurice è estremamente geloso. Litigano, e Maurice strappa il cappello di Holling. Non è semplicemente un cappello, ma un vecchio, fidato amico. È grazie a questa similitudine che Holling capisce l'atteggiamento di Maurice e finiscono per fare pace.

### Guest stars
- Barbara Jean - Jane Ryan
- Dwight, avventori da Ruth-Anne - Jeff Harry Woolf

## Sognando il futuro
(Joel)
- Scritto da Diane Frolov e Andrew Schneider
- Diretto da Michael Vittes

Michelle deve scrivere per il giornale Alaska Highways una recensione sul The Brick.
Chris è triste e depresso per la lontananza del caro amico Joel. Arriva a odiare Phil, per il solo fatto di esser il medico sostituto. Tenta anche di fargli causa.
Joel racconta a Maggie di come sia entrato in possesso di una mappa dell'isola Bogoslof redatta nientemeno che da Jean-François de La Pérouse, esploratore francese che giunse in Alaska negli anni ottanta del XVIII secolo. Su tale mappa vi è segnata la strada per Keewaa Aani, una (inventata) mitica città perduta, che si racconta esistita secoli addietro nelle isole Aleutine. Joel convince Maggie ad aiutarlo e a seguirlo nell'impresa. Come nella cerca del Graal, anche i nostri devono passare alcune prove: devono infatti combattere, in successione, drago, sirene e sfinge!
Il drago è il dimenticato soldato giapponese Ryu, il cui nome significa appunto "dragone". Ryu in realtà combatté nel 1943 la guerra delle Aleutine, ma, terminato il conflitto, tornò in patria. Fu solo durante la recessione giapponese dei primi anni novanta che decise di vivere in solitudine a Bogoslof.

Le sirene rappresentano l'irresistibile bellezza e la seducente pace dei sensi. In questo caso son concretizzate da un impossibile centro termale nel bel mezzo dell'inospitale Bogoslof, il Bon Santé Resort. Joel e Maggie passano un po' di giorni come inebetiti, dimentichi della loro meta, finché non si rendono conto di esser in (una bella) trappola.

Giunti su di un ponticello, per poter procedere devono prima rispondere all'indovinello posto dal guardiano del ponte, che è nientemeno che un vecchio conoscente: Adam, alias Gustav, per non farsi riconoscere dalla CIA. Joel risponde a tono e viene fatto passare.
Giungono infine all'agognata meta e scoprono la verità: Keewaa Aani, la città della gioia, la città dell'oro, non è nient'altro che il desiderio riposto in ognuno di noi. E per Joel è Manhattan, sebbene negli ultimi mesi avesse cambiato completamente vita.

Quando il dottore si incammina verso la Grande Mela (senza Maggie) tutti gli abitanti di Cicely si "accorgono" della sua dipartita. Raccolti al The Brick attendono Maggie, nella speranza di trovare con lei anche Joel.

### Guest stars
- Owen - George Barril
- Bernard Stevens - Richard Cummings Jr.
- Hayden Keyes - James L. Dunn
- Ryu - Seth Sakai
- Personal trainer - Clayton Norcross
- Trapper - Paul McLean
- Adam/Gustav - Adam Arkin
- Avvocato - Randy Thompson (anche in 4.4 come Peter)
- Stenografa/Arbitro - Anne Christianson

### Musica
- Sally Go Round the Roses - the Jaynetts
- "Forever Nightshade Mary" - Latin Playboys (1994)

## Il giorno delle fondatrici
- Scritto da Diane Frolov e Andrew Schneider
- Diretto da Janet Greek

Il paese è in fermento per le preparazioni della Festa delle Fondatrici (Roslyn e Cicely, come da 3.23). Il simbolo della festa è un calzino, poiché Roslyn ne perse uno durante il loro viaggio, e si fermò proprio in Cicely per acquistarne un paio. Maggie e Chris riabilitano la Ford Model T del 1909 con la quale vennero dal Montana.
Phil e Michelle vivono una fase di crisi, nella quale detestano Cicely e i loro abitanti. In particolare dopo aver acquistato un appezzamento di terreno senza aver ben valutato le proprie finanze.
Maurice, da sempre insensibile al candore dei bambini, viene colpito da una carezza di Randi, la figlia dell'amico Holling. Inizia a coprirla di regali, arrivando ad essere abbastanza invadente. Secondo Holling, Maurice, se dapprima era geloso a causa di Shelly, ora lo era per Miranda. Secondo Maurice, Randi è suo zio Elvy reincarnato. Per Ruth-Anne Maurice è un uomo ricco ma solo, senza alcuna persona cara.

### Guest stars
- Jerry Moore - Tom Hammond (anche in 1.1)

### Colonna sonora
- Angel Band (da O Brother Where Art Thou)
- Mo Shuil Ad' Dheidh - The Rankin Family

## Il laureato
("Casey at the Bat", Ernest Thayer, 1888)
- Scritto da Sam Egan
- Diretto da Jim Hayman

Maggie ha definitivamente comprato e rimesso a nuovo il vecchio teatro della città (come da 6.14), ma viene messa in guardia e minacciata da un geloso Maurice, che vede un buon affare nelle mani di un altro. In questo caso di "un'altra". Maggie assume come cassiera la figlia di Lester, Heather Haynes, la quale non si rivela essere all'altezza, poiché perde più tempo a rifarsi le unghie che a dar retta agli avventori. Per quanto riguarda la scelta dei film da proiettare, naturalmente si fa aiutare da Ed, ma, sebbene siano opere d'arte che comunque piacciono alla popolazione di Cicely, lo costringe a passare a film più commerciali.
Chris deve passare l'esame finale del master in letteratura comparata, e arrivano per l'occasione a Cicely due professori dell'Università d'Alaska.
Patrick Dulac raggiunge la città dal Canada, dove risiede, per cercare Holling, del quale si ritiene figlio. Holling infatti ha, per 25 anni, versato alla madre di Patrick 60 dollari al mese come risarcimento, in realtà, poiché anni addietro uccise l'odiato Philemon, padre di Patrick. Quando il ragazzo viene a scoprire la verità vuole battersi in duello contro Holling per difendere l'onore del vero padre, ma le cose vanno per il verso giusto.

### Guest stars
- Professor Aaron Martin - Jack Blessing
- Professor Dick Schuster - David Spielberg
- Patrick Dulac - Peter Simmons
- Heather Haynes - Charmaine Craig
- William Shakespeare - William Salyers
- Edgar Allan Poe - Robert Tompkins

### Colonna sonora
- Suddenly Last Summer - The Motels
- When the Ice Worms Nest Again
- What I Say - Ray Charles

### Citazioni
- Ladri di biciclette
- Scemo & più scemo

## Little Italy
- Scritto da Jeff Melvoin
- Diretto da Steve Craig

Phil scopre che anche in Cicely vi è una Little Italy, tra Caribou street e la Terza, composta da quattro famiglie, Grippo, Cusomano, Trapani e Masello. Il dottor Capra, che è d'origine calabrese, di Catanzaro come i Grippo, è eccitato dal fatto di poter ritrovare l'ambiente delle sue origini nella lontana e fredda Alaska. Subito però incappa nelle inimicizie stile faida tra la famiglia Cusomano e i Grippo, per un banale incidente occorso nove anni prima. Phil, suo malgrado, si trova dalla parte dei Grippo e agisce come se facesse parte della faida. Michelle, dal par suo, non ne vuole sapere, ma le capita un fatto spiacevole: nel bel mezzo della foresta la sua automobile non vuole partire. L'unica possibilità di aiuto potrebbe esserle offerta da una macchina passata di lì per caso, ma al volante vi è Angela Cusomano, che si guarda bene dal fare qualcosa. Phil non reagisce positivamente a questo fatto, ma è solo quando viene annullata la parata cittadina della festa di san Giuseppe che decide di far incontrare i due capofamiglia coinvolti e costringerli a dialogare, per rompere il circolo vizioso delle ripicche. È grazie a ciò che si scopre come tutto fosse nato da un semplice equivoco. La festa di san Giuseppe viene così riabilitata, dopo nove anni di silenzio, per la gioia di tutta Cicely.
Ruth-Anne è invitata al All things considered, un (reale) programma radiofonico sulla NPR, per raccontare una storia della sua Cicely. In particolare racconta di 3.14, dove Chris lanciò con la sua catapulta il pianoforte di Maggie. Il successo è enorme, soprattutto in Cicely, dove però tutti pensano bene di dare consigli per l'eventuale secondo intervento alla sempre più insofferente Ruth-Anne.
Holling e Shelly litigano, e perché lei a lui non chiede mai scusa e perché Holling tiene tutto dentro: cioè non comunica mai all'adorata moglie la propria acredine nei suoi confronti. Decidono quindi di confrontarsi davanti a Maggie, in qualità di Sindaco e Giudice.

### Guest stars
- Robert Siegel, conduttore radiofonico
- Joe Cusomano - Joe Nipote
- Angela Cusomano - Nancy Cassaro
- Lowel Grippo - Richard Romanus
- Nonna Grippo - Penny Santon
- Personaggio che aspetta fuori dalla chiesa - Sefano Lo Verso
- Bob Masello - Harry Pringle
- Cesare Trapani - Ralph Manza

### Colonna sonora
- Hip-Hug-Her - Booker T. and the MGs
- Operator - The Manhatten Transfer
- I Only Have Eyes for You - The Flamingos

### Citazioni
Numerose, legate a film famosi come Il Padrino

## Strike
- Scritto da Jeff Melvoin
- Diretto da Scott Paulin, che in 4.18 impersona Lance Bristol.

La squadra di bowling di Cicely si deve preparare per un torneo, e si allenano assiduamente a Cantwell.
Maggie non ha più il suo partner, che era proprio Joel, e Chris tenta di trovarne uno a misura per lei, facendo delle vere e proprie audizioni. Trova alla fine il professor Bob Peckering, venuto a Cicely in 5.24 per valutare la veridicità del ritrovamento fossile di Joel. I due sembrano in sintonia, ma questo a Chris non piace. Se ne accorge Avril (la modella-acaro di 5.13), la sua compagna di gioco, che alla fine gli consiglia di dichiararsi.
Michelle si dimostra una campionessa di bowling. A Phil invece non piace per niente come sport. La cosa degenera in una crisi di coppia, e per il modo come Phil comunica alla moglie di non voler giocare, e per il fatto che Michelle, sentendosi da sempre inferiore a Phil, trovando ora un suo spazio nel quale può esprimersi, le pare che il marito voglia solo denigrarla.
Ed lascia Maurice bruscamente perché Lester Haynes ha deciso di produrre il suo film.
Haynes scopre che sua figlia sta con Ed e, coi suoi pratici modi di freddo uomo d'affari, comunica al ragazzo che la relazione occasionale la può accettare, ma che un rapporto duraturo semplicemente non può sussistere, per il loro differente status sociale. Ed si accorge inoltre che Heater si comporta sempre in maniera di far dispetto a suo padre, e che, quindi, anche la loro relazione potrebbe essere letta in questa maniera, dimostrando l'immaturità non solo del rapporto, ma anche della ragazza stessa. Ed lascia quindi i due Haynes, e torna da Maurice.

### Guest stars
- Lester Haynes - Apesanahkwat
- Heather Haynes - Charmaine Craig
- Hayden L. Keyes - James L. Dunn
- Bob Pickering - Wayne Pere
- Aspirante compagno di bowling di Maggie - Matt Smith
- April - Angelique von Halle

### Colonna sonora
- Theme from A Summer Place - Percy Faith
- Steppe - Kukuruza

### Citazioni
- Pretty Woman
- Arthur
- Intrigo internazionale

## Fermata d'autobus
- Scritto da Robin Green e Mitchell Burgess
- Diretto da Mike Fresco

Michelle decide di mettere in scena, nel nuovo teatro di Maggie, la pièce teatrale Bus stop. Sceglie come attori i cittadini di Cicely, facendo diverse audizioni. Naturalmente incappa in numerosi problemi, ma la rappresentazione al fine riesce.

### Cast diBus stop
- Cherie - Maggie
- Bo - Chris
- Doc - Holling
- Elma - Shelly
- Sheriff - Eric
- Virgil - Ed

### Guest stars
- Assistente - Kenny McCain
- Controfigura di Michelle - Michelle Sebek (apparsa anche in 6.23)

### Colonna sonora
- There's No Business Like Show Business
- On Broadway - George Benson
- Piano Sonata No. 11 in A major, K. 331 Mozart

### Citazioni
- Un tram che si chiama Desiderio pièce teatrale
- Picnic pièce teatrale
- Fermata d'autobus pièce teatrale

## La madre
- Scritto da Sam Egan
- Diretto da Pat McKee

Ed trova un cucciolo d'orso disperso. Poiché la tribù che ha adottato Ed ha come totem l'orso, il nostro si sente in dovere di aiutarlo. Ed dice di aver paura degli orsi, nonostante fosse andato almeno due volte con Holling a caccia di Jesse l'orso (vedi 1.7).
Nel suo tentativo di esperire il "sogno lucido" di Stephen LaBerge, ultima trovata per attirare l'attenzione degli ascoltatori della KBHR, l'onironauta Chris scopre di essere ancora troppo impaurito dai propri sentimenti verso Maggie.
Rusty Keyes, il fratello di Hayden, si trasferisce a Homer, cittadina dell'Alaska chiamata la Silicon Valley del nord. Maurice è terrorizzato dal fatto che stia calando la popolazione in Cicely. A tal motivo svende dei locali commerciali lasciatigli da Rusty a un imprenditore che ha sette figli. Gli abitanti dell'abitato salgono così a 615.
Michelle ha trovato lavoro presso il The Brick come cameriera. Alla fine ipotizza un riavvicinamento col marito.

### Guest stars
- Rusty Keyes - Mark Lewis
- Todd Patterson - Ronald Hippe
- Aral Subrapramian - Navin Naidu
- Lucille - Amy Perry
- Melissa - Felicity Waterman

### Colonna sonora
- Canned Heat - Canned Heat

### Citazioni
- Le teorie di Timothy Leary
- Ozymandias, poema del 1818 di Percy Bysshe Shelley

## Permette questo ballo?
- Scritto da: Sam Egan
- Diretto da: Michael Vittes

Il violinista Caldecott Evelyn Ingram (apparso per la prima volta in 5.13) si costituisce, andando direttamente da Maurice e Barbara, l'ufficiale Semanski. Barbara è contenta perché può finalmente rappacificarsi con Maurice, ma scopre di essere visceralmente attratta dalla musica che suona Cal, avendo difficoltà a distinguere ciò da una puerile attrazione fisica. Cal viene comunque portato all'ospedale dal quale fuggì in 5.24.
Il dottor Capra invita a cena la famiglia Whirlwind e, suo malgrado, non rispetta alcune fondamentali regole di bon ton Tinglit. Scopre così che tutti a Cicely, data la sua caratteristica multietnicità, seguono un corso di galateo, tenuto proprio da Marilyn per l'occasione del cotillon, una festa cittadina simile al ballo delle debuttanti, dove i giovani preadolescenti dimostrano di aver imparato le buone maniere.
In classe, oltre a Phil, vi è anche Chris, che deve imparare a ballare per far piacere a Maggie: l'avvio del loro rapporto è infatti abbastanza lento, non essendo entrambi ancora giunti a una piena consapevolezza di coppia. In quest'occasione Chris instaura una curiosa amicizia con Tori, una ragazzina a cui Marilyn ha dato il penoso compito di insegnare a ballare a Chris. Tori si rivela essere una persona molto intelligente e colpisce Chris per il fatto di amare Camus.

### Guest stars
- Caldecott Ingram - Simon Templeman (anche in 5.13, 5.24 e 6.13)
- Mamma Whirlwind - Armenia Miles
- Bert - William P. Scott
- Tori Spencer - Ashleigh Aston Moore
- Mamma Spencer - Kate Brickley
- Harold - Toby Lawless
- Paula - Anne Littlesack Oneita
- Dottor Graham - Tony Pasqualini

### Colonna sonora
- Alice Blue Gown
- Le quattro stagioni di Vivaldi

## La stagione degli amori
- Scritto da Robin Green, Mitchell Burgess e Jeff Melvoin
- Diretto da Mike Fresco

Maurice si è fatto costruire una residenza estiva che ha voluto chiamare Tranquility Base. Come spiegherà a Ed, è per sé e per i possibili futuri figli, poiché ha deciso di chiedere la mano di Barbara.
Maurice vuole inaugurare la nuova casa con le coppie di amici: Michelle e il dottor Capra, Ruth-Anne e Walt, Shelly e Holling, a cui riserva ognuna delle sue camere, chiamate col nome di amici astronauti, come Charles Elwood Yeager, Buzz Aldrin, Walter Marty Schirra, Alan Shepard e Jim Lovell.
Per la coppia Vincoeur invece tale weekend capita a fagiolo, poiché Holling è in calore: avendo vissuto molto tempo nel bush ha assunto il bioritmo dei caribù e, quindi, ogni anno sperimenta questa fase riproduttiva.
I Capra naturalmente litigano. Ed, in qualità di sciamano, suggerisce a Phil che tutto è dovuto al fatto che il dottore spesso vuole decidere ogni cosa per sua moglie, che in effetti è una donna indecisa. Durante una camminata nel bosco alla ricerca di funghi, Michelle, cattolica polacca, incontra inaspettatamente Rabbi Schulman, il rabbino che aiutò in diverse occasioni il dottor Fleischman. Anche in questa occasione compare in maniera pittoresca, calando dal cielo con un paracadute.
Chris deve dividere la stanza con Ed (invitato in qualità di tuttofare), perché Maggie, proprio per questo fine settimana, ha deciso di partire per la Groenlandia per far visita al suo ex Mike Monroe, che ivi andò in 4.20. Chris tenta allora di rivivere esperienze da maschio scapolo in gita, ma, non essendo per niente questo il fine del gruppo lì riunito, cade in depressione. Fino a che non arriva inaspettatamente Maggie.

### Guest stars
- Rabbi Schulman - Jerry Adler (anche in 5.18 e 6.3)
- Owen - George Barril
- Elaine - Kia Sian
- Controfigura di Michelle - Michelle Sebek

### Colonna sonora
- Fly Me To The Moon - Astrud Gilberto
- Our Town - Iris DeMent